# Maximo Impex
Maximo Impex este o companie producătoare de mobilier din România.
Compania produce mobilier din lemn masiv pentru copii, jucării din lemn, lenjerii de pat pentru copii, saci de dormit.
Compania a fost înființată în octombrie 1997 iar în anul 2008 avea 140 de angajați.
Cifra de afaceri în 2007: 4,3 milioane euro